# 서인국
서인국(徐仁國, 1987년 10월 23일 ~ )은 대한민국의 가수이자 배우이다.
서인국은 울산광역시 남구 야음동에서 1남 1녀 중 첫째로 태어났다. 초등학교 3학년 때(1996년), 가수 김정민의 《슬픈 언약식》 무대를 보고 가수의 꿈을 키웠다고 한다. 2009년 《슈퍼스타K》 초대 우승을 차지하며 가수로 데뷔하였고, 2012년 KBS 드라마 《사랑비》를 통해 연기자로 데뷔해 가수이자 배우로 활발한 활동을 하고 있다.
2017년 3월 28일 경기도 연천군 5사단 신병교육대에 입소했으나, 좌측 발목 거골의 골연골병변 진단을 받고 귀가 조치를 받아 퇴소했다. 재차 병역 의무 이행의 의지를 밝히고 2017년 4월 27일 재검사를 받았으나, 병무청으로부터 정밀 검사가 필요하다는 통보를 받고 2017년 6월 5일 대구 중앙신체검사소로 이동하여 정밀검사를 받았다. 검사 결과 최종 5급 판정을 받고 병역이 면제됐다.
2017년 8월 계약이 만료된 후 젤리피쉬엔터테인먼트를 떠나 비에스컴퍼니로 이적했다.
2019년 8월 제이스타즈엔터테인먼트와 비에스컴퍼니의 합병으로 스토리제이컴퍼니가 설립됨으로 인해 소속사가 스토리제이컴퍼니로 변경됨.

## 학력
- 여천초등학교 (졸업)
- 학성중학교 (졸업)
- 울산공업고등학교 로봇자동화기계과 (졸업)
- 세한대학교 실용음악학 학사
- 경희사이버대학교 정보통신학과
- 동국대학교 영상대학원 공연예술학 석사
- 백석대학교 음악대학원 실용음악학 (석사과정)

## 활동

### 2009년 ~ 현재: 가수
2009년 Mnet 오디션 프로그램 《슈퍼스타K 1》에 출연해 우승을 차지했다. 우승 혜택으로 2009년 MAMA에 출연해 스페셜 무대를 선보였으며 2009년 10월 27일 데뷔곡 《부른다》를 발매해 음원차트 1위를 휩쓸었고 2009년 DMA 남자 신인상을 수상했다.
2009년 젤리피쉬엔터테인먼트와 계약을 맺고 2010년 5월 6일 미니 앨범 《Just Beginning》을 발매하며 정식으로 데뷔했다. 데뷔곡인 《사랑해U》는 발매 즉시 '서인국 대란'을 만들며 각종 음원차트 1위를 휩쓸었고 발매 2주만에 엠카운트차트 1위를 차지했다. 이후 리팩 음반 《애기야》, 디지털 싱글 〈BROKEN〉, 〈Shake It Up〉, 〈너땜에 못살아〉, 〈너 라는 계절〉, 〈봄 타나봐〉, 〈BeBe〉, 〈함께 걸어〉, 미니앨범 《Perfect Fit》, 싱글앨범 《웃다 울다》, 듀엣곡 〈이별남녀〉, 〈슬픈 거짓말〉등을 발표하였다. 그 외에도 프로젝트 싱글 〈TAKE〉, 〈Love Again〉, 피처링곡 〈새로고침〉, 〈줄래〉, 젤리피쉬엔터테인먼트 소속가수들과 2010년부터 매년 크리스마스 캐롤 〈Christmas Time〉, 〈모두에게 크리스마스〉, 〈크리스마스니까〉, 〈겨울고백〉, 〈사랑난로〉등을 발매했고, OST 〈운명(바보처럼)〉, 〈All for you〉, 〈우리 사랑 이대로〉, 〈겁도 없이〉, 〈돌아오는 길〉, 〈꽃〉, 〈별, 우리〉를 발매했다. 꾸준히 음악 작업을 하며 다양한 음악을 선보이고 있다.
2010년 김광석 추모콘서트 전국투어에 20대 가수로는 유일하게 참여해 대구, 부산, 대전, 전주 등에서 공연했다. 12월 26일, 가수 박정현과 함께 듀엣 콘서트인 《2010 센티멘탈시티 박정현, 서인국》을 열었다.
2012년 7월, 일본의 엔터테인먼트 회사 아빙 (Irving ENT)과 일본 내 매니지먼트 계약을 맺었고 2013년 4월, 싱글음반 〈Fly Away〉로 일본데뷔를 했다.
2013년 10월 발매된 두번째 싱글 〈We Can Dance Tonight〉의 자켓 사진을 세계적인 사진작가 니나가와 미카가 담당해 《월간 서인국x니나가와 미카》 사진집을 발매했고 사진전도 개최했다. 2014년 1월에는 일본 첫 정규앨범을 발매했고 제28회 일본 골든디스크 베스트3신인상을 수상했다.
2013년 4월, 《웃다 울다》를 발표하며 《슈퍼스타K》 출신 최초로 공중파3사 음악방송에 출연하였고 12월 지아와의 듀엣곡 〈이별남녀〉로 음원사이트를 올킬하고 공중파 3사 음악방송 1위 후보에 올랐으며 가온차트어워드에서 12월 음원상을 수상하며 가수로서의 저력을 입증했다. 2013년 12월 첫 단독콘서트인 〈서프라인국〉을 성공적으로 개최하였다.
2013년 한 리서치회사에서 조사한 오디션 출신 중 최고의 스타를 뽑는 설문조사에서 큰 차이로 1위를 차지하였고 이후 오디션 출신 스타 설문조사에서 연이어 상위권에 오르며 오디션이 배출한 최고의 스타로 인정받고 있다.
2016년 12월 31일 첫 단독 콘서트 개최 후 약 3년 만에 단독콘서트인 〈Mint Chocolate〉콘서트를 개최하였으며,
2018년에는 팬콘서트 〈雪[설]:레임-함께할 우리 계절〉을 열었고, 2019년 데뷔 10주년을 기념한 콘서트 〈S#33 / Take10〉을 열며 가수로서도 꾸준한 행보를 걷고 있다.
2021년 5월 10일부터 6월 29일까지 방영된 tvN 월화드라마 《어느 날 우리집 현관으로 멸망이 들어왔다》의 OST인 〈아득한 먼 훗날 우리가〉의 작곡, 작사 및 노래를 맡았으며, 음원은 2021년 6월 22일에 발매되었다.

### 2012년 ~ 현재: 배우
2012년 1월 뮤지컬 광화문 연가의 주인공 강현우 역에 캐스팅 되어 뮤지컬 배우로 데뷔해 안정된 연기력과 발성, 뛰어난 가창력으로 호평을 받았다.
2011년 9월 윤석호 PD가 연출하는 KBS 드라마 《사랑비》 김창모 역에 캐스팅되며 《슈퍼스타K》 출신 최초로 정극 연기자로 데뷔했다. 《사랑비》가 방영된 후 신인답지 않은 뛰어난 연기력으로 호평을 받았고 인기에 힘입어 예정에 없던 《사랑비》의 현대 장면에 재등장, 김창모의 조카인 김전설을 연기했고 이로써 연기자로서 성공적인 데뷔식을 마쳤다. 2012년 5월 《사랑비》의 OST를 통해 서인국의 첫 자작곡인 〈운명(바보처럼)〉을 발표했다.
2012년 6월 신원호 PD가 연출하는 tvN의 시추에이션 드라마 《응답하라 1997》의 남자주인공인 윤윤제 역에 캐스팅되었다. 서인국의 첫 주연작으로 7월 24일 첫방송 되자마자 훈훈한 외모와 뛰어난 연기력으로 호평이 쏟아졌고 "만나지마까" "확인" "친구?지랄하네" 등 명대사를 탄생시키며 시청자들을 윤제앓이에 빠지게 했다. 《사랑비》에 이어 《응답하라 1997》까지 안정된 연기력을 선보여 오디션가수의 한계를 뛰어넘어 배우로서 자리매김하고 있다는 평을 받았다. 극 중 커플인 에이핑크 정은지와 함께 듀엣 프로젝트 음원을 발매해 음원사이트 1위를 차지하며 가수로서의 입지도 굳혔다. 9월 18일 방영된 《응답하라 1997》마지막 편은 평균 시청률 7.55%, 최고 시청률 9.47%를 기록하며 케이블TV에서 방송된 자체 제작 드라마 가운데 역대 최고 시청률 기록을 세웠다. 서인국은 대세로 등극하며 영화, 드라마, CF 등 전방위에 걸친 러브콜을 받았다.
2012년 9월, MBC 주말드라마 《아들녀석들》의 막내아들 유승기 역에 캐스팅되었고 윤윤제와 상반된 바람둥이 캐릭터를 완벽하게 소화하며 연기자로서의 입지를 다졌다. 2012년 10월 케이윌의 '이러지마 제발' 뮤직비디오에 남자주인공으로 출연해 씨스타의 다솜, 안재현과 호흡을 맞췄는데 서인국의 폭풍오열 연기와 반전스토리로 주목을 받았다. 이 뮤직비디오를 본 한류팬들이 유투브를 통해 다양한 반응을 올려 화제를 모았다.
2012년 제6회 코리아드라마어워즈 남자신인상과 베스트커플상, 2012 Mnet MAMA 베스트 OST상, 2012 K 드라마 어워즈 라이징스타상, 베스트 OST상, 베스트 커플상 등 3관왕, 2012 멜론 뮤직 어워드 올해의 OST상, 가온차트어워드 올해의 가수상 등을 수상했고 2012 MBC 연기대상 남자신인상, KBS 연기대상 남자신인상, 2013 제49회 백상예술대상 TV부문 남자신인상 후보에 올랐다.
Mnet SIA가 선정한 2012년을 빛낸 10대 스타일 아이콘, 남성패션잡지 GQ코리아가 선정한 2012년 Man of the year 올해의 남자들 16인, 2012년 조이뉴스가 선정한 2012 핫스타 8인 중 1인,2012년 드라마 속 최고의 커플 등에 선정되며 2012년 첫사랑앓이 열풍을 이끈 주역으로 인정받았다.
2013년 8월, SBS 수목드라마 《주군의 태양》에서 공효진을 짝사랑하는 보안팀장 강우 역을 연기했다. 서인국이 부른 드라마 OST는 음원차트에서 1위를 차지했다. 강우 역으로 2013년 SBS 연기대상에서 신인상을 받았으며 시상식 축하무대에서 《레미제라블》의 OST One Day More를 열창했다.
2013년 수영 영화 《노브레싱》의 주인공인 천재 수영선수 원일 역에 캐스팅되며 영화 배우로 데뷔했고 이종석, 유리와 호흡을 맞췄다. 영화 《노브레싱》의 개봉 전에 스페셜 웹툰이 제작되어 화제를 모았으며 첫 주연 영화임에도 불구하고 영화를 이끌어가는 서인국의 연기력에 호평이 이어졌다.
2013년 《응답하라 1997》의 후속 드라마 《응답하라 1994》에 카메오로 등장, 윤윤제역을 연기하며 다시 한번 사람들을 '윤제앓이'에 빠져들게 했다.
2014년 tvN 월화드라마 《고교처세왕》의 타이틀롤을 맡아 이민석과 이형석 1인 2역을 연기하며 매회 화제를 불러일으켰고 극 중 100% 애드립으로 소화한 장면들, 이하나와의 깁스키스신 등 뛰어난 연기력과 여심을 설레게 하는 로코연기로 연이어 큰 화제를 불러일으켰다. 서인국이 직접 부른 OST〈돌아오는 길〉도 큰 사랑을 받았다.
2014년 KBS2 수목드라마 《왕의 얼굴》의 남자주인공인 광해역에 캐스팅되며 공중파 미니시리즈 원톱 주연자리를 따냈고 안정적인 연기력을 선보이며 드라마를 이끌어 2014 KBS 연기대상에서 신인상을 수상하였다.
2015년 KBS2 월화드라마 《너를 기억해》에서 매력적이지만 고독적인 천재 프로파일러 이현 역을 연기하며 연기 변신을 선보였다.
2016년 OCN 금토드라마 《38사기동대》의 천재 사기꾼 양정도 역을 연기하며 다양한 캐릭터를 선보였고 OCN 자체 최고 시청률을 경신하는 또 한번의 기록을 세웠다. MBC 수목드라마 《쇼핑왕 루이》의 남자주인공인 루이(강지성) 역으로 출연해 대형견을 의인화한듯한 전무후무한 멍뭉이 캐릭터로 큰 사랑을 받았다. 서인국의 활약으로 《쇼핑왕 루이》는 시청률이 두배 이상 오르고 동시간대 1위에 오르기도 했다. 이러한 활약을 인정받아 2016 MBC 연기대상에서 우수상을 수상하고 대상후보에 올랐다.
2018년 5월 동명의 일본드라마가 원작인 작품 《하늘에서 내리는 1억개의 별》에 캐스팅 확정되어 10월 중 tvN을 통해 브라운관에 복귀한다. 고교처세왕부터 인연을 이어온 유제원 감독의 작품으로 서인국은 여기서 수제맥주 양조장 제1조수 김무영 역으로 무심한듯 하지만 어린아이와 같은 천진난만함을 가진 인물로, 사랑을 게임으로 생각하는 차가운 양면성을 가진 인물을 맡아 연기했다.
2019년 유하 감독의 영화 《파이프라인》 촬영을 마쳤다. 2020년 12월 《어느 날 우리집 현관으로 멸망이 들어왔다》에 캐스팅 확정되어 2021년 상반기에 tvN을 통해 2년 반만에
드라마로 복귀한다. 《하늘에서 내리는 일억개의 별》연출에 참여하고 《(아는 것은 별로 없지만) 가족입니다》를 연출한 권영일 감독과
드라마《뷰티인사이드》를 제작한 임메아리 작가가 의기투합한 작품으로 그는 여기서 '멸망'이라는 역할을 맡았다.
멸망은 신과 인간의 중간관리자로 소년의 아름다움과 깊은 눈매에서 드러나는 메마름을 가진 존재로서, 지독한 운명에 끼어든 뜻 밖의 삶에
자신의 연민과 사랑을 바치게 되는 특별한 존재로 출연하게 된다.

### 2010년 ~ 현재: 광고 및 방송
2010년 KBS2 《해피선데이 - 남자의 자격》 합창단으로 출연하였고 2013년 MBC 《나 혼자 산다》에 고정출연하였다. 2013년 KBS 연예대상에서 MC를 맡았다.
유니온베이, 어스앤뎀, 이젠벅, 보스트로 등의 의류 광고 모델, NH생명보험 등의 금융 광고 모델, 예감, 스팸, 훌랄라치킨 등의 식품 광고 모델, 프렌치카페 로스터리 등 음료 광고 모델, 백만장자 퍼즐여행 등의 게임 광고 모델로 활동했다. 네파 이젠벅은 2013년 런칭 때부터 4년간 모델로 활동하며 이젠벅=서인국이란 이미지를 각인시켰고 광고에서 착용한 제품들을 연이어 완판시키며 브랜드의 성장에 크게 기여했다. 2013년에는 삼성 갤럭시노트의 광고 모델로 발탁되어 장진 감독이 연출한 삼성 갤럭시노트 데이 크리에이티브쇼 서울 공연에서 차승원과 함께 공동주연을 맡아 공연했다. 쇼에서 부른 노래 '세상에 소리쳐'는 좋은 반응을 얻어 음원으로 만들어져 무료 배포되었다.
2010년 대한민국 해양영토 대장정 홍보대사로 발탁되어 주제가를 불렀으며 2013년 고향인 울산지방경찰청의 홍보대사로 발탁되었다. 2014년 부산에서 열리는 ITU전권회의의 홍보대사로 발탁되어 2012년부터 홍보활동을 했으며 2014년 코리아브랜드&한류상품박람회(KBEE) 홍보대사, 2015년 백석대학교 대학원 홍보대사로 활동했다.

## 음반 목록

### 활동 음반
| 연도   | 발매일    | 분류       | 음반명                          | 타이틀곡    | MV |
| ------ | --------- | ---------- | ------------------------------- | ----------- | -- |
| 2009년 | 10월 27일 | EP         | 《부른다》                      | 부른다      | MV |
| 2010년 | 5월 6일   | EP         | 《Just Beginning》              | 사랑해U     | MV |
| 2010년 | 8월 10일  | 스페셜앨범 | 《애기야》                      | 애기야      |    |
| 2011년 | 3월 31일  | 디싱       | 〈BROKEN〉                      | Broken      | MV |
| 2011년 | 8월 11일  | 디싱       | 〈Shake It Up (서인국의 노래)〉 | Shake It Up | MV |
| 2012년 | 4월 12일  | EP         | 《Perfect Fit》                 | 밀고 당겨줘 | MV |
| 2013년 | 4월 11일  | 싱글       | 《웃다 울다》                   | 웃다 울다   | MV |

### 비활동 디싱
| 연도   | 발매일    | 프로젝트명(음반명)               | 곡명                  | MV |
| ------ | --------- | -------------------------------- | --------------------- | -- |
| 2009년 | 10월 30일 | 슈퍼스타K 주제곡                 | 달려와                |    |
| 2010년 | 11월 22일 | KT 프로젝트                      | Take                  | MV |
| 2011년 | 12월 14일 | 멜론 프로젝트 〈Take#1 - Vol.3〉 | Love Again            | MV |
| 2013년 | 2월 4일   | 〈Y.Bird From Jellyfish〉        | 너땜에 못살아         | MV |
| 2013년 | 2월 6일   | 갤럭시노트데이 주제곡            | 세상에 소리쳐         | MV |
| 2013년 | 12월 2일  | 〈이별남녀〉                     | 이별남녀 (with 지아)  |    |
| 2014년 | 2월 18일  | 〈CS Numbers〉                   | 슬픈거짓말 (with DK)  |    |
| 2014년 | 5월14일   | 〈봄 타나봐〉                    | 봄 타나봐             | MV |
| 2016년 | 3월 8일   | 〈너 라는 계절〉                 | 너 라는 계절          | MV |
| 2016년 | 12월 28일 | 〈BeBe〉                         | BeBe                  | MV |
| 2017년 | 3월 27일  | 〈함께 걸어〉                    | 함께 걸어, 민트초콜릿 | MV |

### OST
| 연도   | 방송사 | 드라마                                       | OST파트 | 발매일   | 곡명                           | MV |
| ------ | ------ | -------------------------------------------- | ------- | -------- | ------------------------------ | -- |
| 2012년 | KBS2   | 《사랑비》                                   | Part2   | 5월 29일 | 운명                           |    |
| 2012년 | tvN    | 《응답하라 1997》                            | Part1   | 8월 28일 | All For You (with 정은지)      | MV |
| 2012년 | tvN    | 《응답하라 1997》                            | Part2   | 9월 4일  | 우리 사랑 이대로 (with 정은지) | MV |
| 2013년 | SBS    | 《주군의 태양》                              | Part7   | 9월 17일 | 겁도 없이                      | MV |
| 2014년 | tvN    | 《고교처세왕》                               | Part4   | 7월 21일 | 돌아오는 길                    | MV |
| 2017년 | tvN    | 《내일 그대와》                              | Part1   | 2월 11일 | 꽃                             |    |
| 2018년 | tvN    | 《하늘에서 내리는 일억 개의 별》             | Part2   | 11월 8일 | 별, 우리 (with 정소민)         | MV |
| 2021년 | tvN    | 《어느 날 우리 집 현관으로 멸망이 들어왔다》 | Part7   | 6월 22일 | 아득한 먼 훗날 우리가          | MV |

### 참여 음반
| 연도   | 발매일    | 음반명                      | 곡명                | 참여가수            | MV |
| ------ | --------- | --------------------------- | ------------------- | ------------------- | -- |
| 2009년 | 12월 18일 | 《Love》                    | Love                | 슈퍼스타K1 Top10    | MV |
| 2010년 | 1월 10일  | 《Director's Cut》          | 새로고침            | 린                  | MV |
| 2010년 | 10월 15일 | G20캠페인음반《Let's Go》   | Let's Go            | 손담비, 아이유 등   | MV |
| 2010년 | 12월 6일  | 《Jelly Christmas》         | Christmas Time      | 성시경, 박효신 등   | MV |
| 2010년 | 12월 13일 | 박효신 6집《Gift - Part 2》 | 〈러브 바리스타〉   | with 박효신         |    |
| 2011년 | 12월 2일  | 《Jelly Christmas 2011》    | 모두에게 크리스마스 | 성시경, 브라이언 등 | MV |
| 2012년 | 6월 15일  |                             | รักซะ โฟนลิ้ง          | KPN                 | MV |
| 2012년 | 12월 6일  | 《Jelly Christmas 2012》    | 크리스마스니까      | 성시경, 박효신 등   | MV |
| 2013년 | 5월 13일  |                             | 줄래                | 스윙스              | MV |
| 2013년 | 12월 10일 | 《Jelly Christmas 2013》    | 겨울고백            | 성시경, 박효신 등   | MV |
| 2015년 | 12월 15일 | 《Jelly Christmas 2015》    | 사랑난로            | 빅스, 박윤하 등     | MV |
| 2016년 | 12월 2일  |                             | OMG                 | 더블케이            | MV |
| 2016년 | 12월 13일 | 《Jelly Christmas 2016》    | 니가 내려와         | 빅스, 박윤하 등     |    |

### 일본 음반
| 연도   | 발매일    | 분류       | 음반명                   | 타이틀곡             | MV |
| ------ | --------- | ---------- | ------------------------ | -------------------- | -- |
| 2013년 | 4월 24일  | 싱글       | 《Fly Away》             | Fly Away             | MV |
| 2013년 | 10월 16일 | 싱글       | 《We Can Dance Tonight》 | We Can Dance Tonight | MV |
| 2014년 | 1월 15일  | 정규       | 《Everlasting》          | Everlasting Love     | MV |
| 2014년 | 6월 25일  | EP         | 《Hug》                  | もう、会えなくて。   | MV |
| 2015년 | 2월 25일  | 베스트앨범 | 《Last Song》            | Last Song            | MV |

## 공연

### 뮤지컬
| 연도   | 공연일            | 공연명          | 장소        | 캐릭터 | 공연횟수 |
| ------ | ----------------- | --------------- | ----------- | ------ | -------- |
| 2012년 | 2월 15일~3월 11일 | 《광화문 연가》 | LG 아트센터 | 강현우 | 16회     |

### 단독콘서트
| 연도   | 공연명                           | 장소                             | 공연일정                                          | 기타                         |
| ------ | -------------------------------- | -------------------------------- | ------------------------------------------------- | ---------------------------- |
| 2013년 | 서프라인국                       | 서울 이화여자대학교 대강당       | - 12월 28일(토) 오후 7시 - 12월 29일(일) 오후 6시 | 첫 단독콘서트                |
| 2016년 | MINT CHOCOLATE                   | YES24 LIVEHALL                   | - 12월 31일(토) 오후 10시                         |                              |
| 2018년 | [설] 雪 : 레임 -함께할 우리 계절 | YES24 LIVEHALL                   | - 12월 8일(토) 오후 6시 - 12월 9일(일) 오후 5시   | 팬콘서트 (팬미팅+미니콘서트) |
| 2019년 | S#33/TAKE10                      | 광운대학교 동해문화예술관 대극장 | - 12월 28일(토) 오후 6시                          | 데뷔 10주년 기념 콘서트      |

### 합동콘서트
| 연도   | 공연명                                 | 장소            | 공연일정                 |
| ------ | -------------------------------------- | --------------- | ------------------------ |
| 2010년 | 2010 센티멘탈시티 박정현 그리고 서인국 | 잠실 체조경기장 | - 12월 26일(일) 오후 6시 |

### 참가공연
| 연도   | 공연일           | 공연명                             | 장소                 |
| ------ | ---------------- | ---------------------------------- | -------------------- |
| 2009년 | 11월 21일        | MAMA                               | 잠실 실내체육관      |
| 2010년 | 1월 23일~4월 3일 | 김광석 추모콘서트 전국투어         | 대구,부산,대전,전주  |
| 2010년 | 8월 28일         | Let's Start 나눔콘서트             | 잠실 올림픽주경기장  |
| 2011년 | 5월 28일         | 드림콘서트                         | 상암 월드컵경기장    |
| 2011년 | 7월 16일         | 롯데 배너콘서트                    | 멜론악스홀           |
| 2011년 | 9월 6일          | 텐텐클럽 입맞춤콘서트              | 홍익대 상상마당      |
| 2011년 | 10월 3일         | 한류드림콘서트                     | 경주 시민운동장      |
| 2012년 | 4월 19일         | 재능기부나눔콘서트                 | 용산 아트홀 대극장   |
| 2012년 | 8월 15일         | 슈퍼스타K4 개막식 콘서트           | 잠실 실내체육관      |
| 2012년 | 9월 12일         | K-POP 미라클 나이트                | 도쿄 제프 다이버시티 |
| 2012년 | 10월 13일        | 시월에                             | 난지 한강공원        |
| 2013년 | 1월 22일         | 삼성 갤럭시노트데이 크리에이티브쇼 | 코엑스 전시홀        |
| 2013년 | 11월 15일        | 무한톡 콘서트5                     | SKT타워 SUPEX HALL   |
| 2013년 | 11월 25일        | 한중가요제                         | 베이징 스타파크      |
| 2014년 | 8월 15일         | 슈퍼스타K6 올스타 콘서트           | 잠실 실내체육관      |
| 2015년 | 11월 4일         | 한중가요제                         | 베이징 스타파크      |

## 연기활동

### 드라마
- 2012년 KBS2 월화 미니시리즈 《사랑비》 ... 김창모 역
- 2012년 tvN 화요 미니시리즈 《응답하라 1997》 ... 윤윤제 역
- 2012년 MBC 주말드라마 《아들녀석들》 ... 유승기 역
- 2013년 SBS 드라마스페셜 《주군의 태양》 ... 강우 역
- 2014년 Drama Cube 웹 드라마 《어떤 안녕》 ... 안영모 역
- 2014년 tvN 월화 미니시리즈 《고교처세왕》 ... 이민석 / 이현석 역
- 2015년 KBS2 월화 미니시리즈 《왕의 얼굴》 ... 광해군(이혼) 역
- 2015년 KBS2 월화 미니시리즈 《너를 기억해》 ... 이현(데이빗 리) 역
- 2016년 OCN 금토 미니시리즈 《38사기동대》 ... 양정도 역
- 2016년 MBC 수목 미니시리즈 《쇼핑왕 루이》 ... 강지성(루이) 역
- 2018년 tvN 수목 미니시리즈 《하늘에서 내리는 일억 개의 별》 ... 김무영(강선호) 역
- 2021년 tvN 월화 미니시리즈 《어느 날 우리 집 현관으로 멸망이 들어왔다》 ... 멸망(김사람) 역
- 2022년 KBS2 월화 미니시리즈 《미남당》 ... 남한준 역
- 2023년 TVING 드라마 《이재, 곧 죽습니다》 ... 최이재 역
- 2025년 SBS 금토 드라마 《월간남친》 ...  역
- 2025년 KBS2 TV 주말드라마  《트웰브 (드라마)》

### 영화
| 연도   | 작품명         | 캐릭터    | 캐릭터설명                   | 기타                               |
| ------ | -------------- | --------- | ---------------------------- | ---------------------------------- |
| 2013년 | 《노브레싱》   | 조원일    | 1996년생, 18세, 천재수영선수 |                                    |
| 2021년 | 《파이프라인》 | 강세돌    | 핀돌이                       |                                    |
| 2022년 | 《늑대사냥》   | 박종두(†) |                              | 본작의 페이크 주인공이자 중간 보스 |
| 2023년 | 《소년들》     | 이재석    |                              |                                    |

### 카메오
| 연도   | 방송사 | 제목               | 캐릭터      | 캐릭터설명       | 기타             |
| ------ | ------ | ------------------ | ----------- | ---------------- | ---------------- |
| 2013년 | tvN    | 《응답하라 1994》  | 윤윤제      | 판사             | 16,17화 특별출연 |
| 2015년 | tvN    | 《오 나의 귀신님》 | 에드워드 서 | 유학파 허세 셰프 | 16화 까메오      |
| 2019년 | tvN    | 《어비스》         |             | 외계인           | 특별출연         |
| 2021년 | tvN    | 《나빌레라》       | 황희        | 스타 발레리노    | 카메오           |

## 그외 방송 활동

### 뮤직비디오
| 연도   | 가수       | 곡명          | MV |
| ------ | ---------- | ------------- | -- |
| 2012년 | 케이윌     | 이러지마 제발 | MV |
| 2012년 | 조문근     | 그냥 걸었어   | MV |
| 2013년 | 폰         | 다시는,포에버 | MV |
| 2014년 | 멜로디데이 | 어떤안녕      | MV |

### 예능
| 연도   | 방송사 | 제목                             | 방송 기간 | 코너 (기수)         |
| ------ | ------ | -------------------------------- | --------- | ------------------- |
| 2009년 | Mnet   | 《슈퍼스타 K 1》                 |           |                     |
| 2009년 | Mnet   | 《슈퍼스타K:끝나지 않은 이야기》 |           |                     |
| 2009년 | SBS    | 《김정은의 초콜릿》              |           | 77,89,111회         |
| 2010   | KBS2   | 《해피선데이 - 남자의 자격》     |           | 남격합창단          |
| 2013   | MBC    | 《나 혼자 산다》                 |           | 1회~14회, 26회 출연 |
| 2015   | SBS    | 《정글의 법칙》                  |           | 18기 인도차이나     |
| 2015   | JTBC   | 《마리와 나》                    |           |                     |
| 2016년 | SBS    | 《정글의 법칙》                  |           | 27기 몽골           |
| 2021년 | SBS    | 《미운우리새끼》                 |           | 243회               |
| 2025년 | 유튜브 | 《집대성》                       |           | 65회                |

### MC
| 연도   | 방송사 | 제목                 | 방송 기간 |
| ------ | ------ | -------------------- | --------- |
| 2013년 | KBS2   | KBS 연예대상         | 12월 21일 |
| 2014년 | KBS2   | KBS 연기대상         | 12월 31일 |
| 2015년 | KBS2   | 케이팝 월드 페스티벌 |           |

### 라디오
| 연도   | 방송사 | 프로그램                      | 코너                        |
| ------ | ------ | ----------------------------- | --------------------------- |
| 2009년 | SBS    | 《최화정의 파워타임》         | 심리 브레이크               |
| 2010년 | SBS    | 《스윗소로우의 텐텐클럽》     | 선곡여왕                    |
| 2010년 | MBC    | 《박경림의 별이 빛나는 밤에》 | 별밤 공개방송 화요일의 남자 |
| 2010년 | MBC    | 《현영의 뮤직파티》           | 님좀짱인듯                  |
| 2010년 | SBS    | 《박소현의 러브게임》         | 선데이극장                  |
| 2011년 | SBS    | 《최화정의 파워타임》         | 심리남녀                    |
| 2012년 | SBS    | 《정선희의 오늘같은밤》       | 달아달아댓글                |

## 모델 및 홍보활동

### 광고
| 연도   | 기업명          | 브랜드명                         | 종류               |
| ------ | --------------- | -------------------------------- | ------------------ |
| 2010년 | 신성통상        | 유니온베이                       | 캐주얼의류         |
| 2011년 | 신성통상        | 유니온베이                       | 캐주얼의류         |
| 2012년 | 더휴컴퍼니      | 어스앤뎀                         | 캐주얼의류         |
| 2013년 | 네이버          | 지식쇼핑                         | 온라인 쇼핑몰      |
| 2013년 | 삼성            | 갤럭시 노트                      | 휴대전화           |
| 2013년 | NH농협          | NH농협생명                       | 금융               |
| 2013년 | 네파            | 이젠벅                           | 아웃도어           |
| 2014년 | 디엔에이 서울   | 백만장자 퍼즐여행 for Kakao      | 모바일게임         |
| 2014년 | 오리온          | 예감                             | 스낵               |
| 2014년 | CJ제일제당      | 스팸                             | 식품               |
| 2014년 | 네파            | 이젠벅                           | 아웃도어           |
| 2015년 | 파크랜드        | 보스트로                         | 남성정장           |
| 2015년 | 네파            | 이젠벅                           | 아웃도어           |
| 2016년 | 파크랜드        | 보스트로                         | 남성정장           |
| 2016년 | 네파            | 이젠벅                           | 아웃도어           |
| 2016년 | 훌랄라          | 훌랄라치킨, 홍춘천닭갈비, 마미쿡 | 프랜차이즈 치킨 외 |
| 2017년 | 한입원바이트    | 한입onebite                      | 디저트             |
| 2017년 | 라피스 센시블레 | 마크&로스                        | 안경               |
| 2017년 | 훌랄라          | 훌랄라치킨, 홍춘천닭갈비, 마미쿡 | 프랜차이즈 치킨 외 |
| 2019년 | 남양유업        | 프렌치카페 로스터리              | 음료               |
| 2021년 | 플라리움        | 메크아레나                       | 게임               |

### 화보
| 연도   | 발행월 | 잡지명                                              |
| ------ | ------ | --------------------------------------------------- |
| 2009년 | 11월   | ELLE                                                |
| 2010년 | 12월   | MOVIE WEEK                                          |
| 2011년 | 9월    | Singles                                             |
| 2012년 | 6월    | GQ                                                  |
| 2012년 | 9월    | 1st Look                                            |
| 2012년 | 10월   | Nylon, allure, ELLE girl, Esquire                   |
| 2012년 | 11월   | DAZED, marie claire, VOGUE girl, ELLE, CeCi, @star1 |
| 2012년 | 12월   | GQ                                                  |
| 2013년 | 1월    | COSMOPOLITAN, HIGH CUT                              |
| 2013년 | 2월    | Style 조선                                          |
| 2013년 | 3월    | VOGUE girl                                          |
| 2013년 | 4월    | Kwave                                               |
| 2013년 | 9월    | Men'sHealth                                         |
| 2013년 | 10월   | cine21                                              |
| 2013년 | 12월   | STARAZ                                              |
| 2014년 | 2월    | BNT                                                 |
| 2014년 | 7월    | InStyle                                             |
| 2014년 | 9월    | marie claire                                        |
| 2014년 | 10월   | CeCi, allure                                        |
| 2015년 | 10월   | CeCi, marie claire, Nylon                           |
| 2015년 | 11월   | Esquire                                             |
| 2016년 | 1월    | The Celebrity                                       |
| 2016년 | 6월    | 1st Look                                            |
| 2016년 | 10월   | GRAZIA, DAZED, ARENA HOMME+                         |
| 2017년 | 1월    | woman sense                                         |
| 2017년 | 2월    | ARENA HOMME+                                        |
| 2021년 | 4월    | ELLE, GQ                                            |
| 2021년 | 6월    | marie claire                                        |
| 2021년 | 7월    | SPOTLiGHT CHINA                                     |

### 홍보대사
| 연도          | 홍보대사                                    | 홍보자료            |
| ------------- | ------------------------------------------- | ------------------- |
| 2010년        | 제3회 대한민국 해양영토 대장정 홍보대사     | 홍보주제가          |
| 2012년~2014년 | 2014 국제전기통신연합 ITU 전권회의 홍보대사 | 공식영상            |
| 2013년~2015년 | 울산지방경찰청 홍보대사 및 명예경찰         | 공식영상1 공식영상2 |
| 2014년        | 코리아브랜드&한류상품박람회(KBEE) 홍보대사  | 기사영상            |
| 2015년        | 백석대학교 대학원 홍보대사                  | 기사영상            |

## 수상 목록

### 수상 및 후보
| 연도   | 날짜      | 시상식                             | 부문                                                   | 결과 | 작품                             |
| ------ | --------- | ---------------------------------- | ------------------------------------------------------ | ---- | -------------------------------- |
| 2009년 | 10월 9일  | Mnet 슈퍼스타K 1                   | 최종우승                                               | 수상 |                                  |
| 2009년 | 12월 13일 | 제40회 싸이월드 디지털 뮤직 어워드 | 10월의 Rookie Of The Month                             | 수상 | “부른다”                         |
| 2010년 | 3월 1일   | 2009 싸이월드 디지털 뮤직 어워드   | 남자 신인상                                            | 수상 | “부른다”                         |
| 2012년 | 10월 2일  | 제5회 코리아 드라마 어워즈         | 남자 신인연기상                                        | 수상 | 《사랑비》                       |
| 2012년 | 10월 2일  | 제5회 코리아 드라마 어워즈         | 베스트 커플상 (with 정은지)                            | 수상 | 《응답하라1997》                 |
| 2012년 | 10월 25일 | 제5회 스타일 아이콘 어워즈         | 스타일 아이콘 본상                                     | 수상 | 《응답하라1997》                 |
| 2012년 | 11월 30일 | Mnet 아시안 뮤직 어워드            | 베스트 OST상                                           | 수상 | 《응답하라1997》                 |
| 2012년 | 12월 8일  | 제1회 K-드라마 스타 어워즈         | 라이징 스타상                                          | 수상 | 《응답하라1997》                 |
| 2012년 | 12월 8일  | 제1회 K-드라마 스타 어워즈         | 베스트 OST상                                           | 수상 | 《응답하라1997》                 |
| 2012년 | 12월 8일  | 제1회 K-드라마 스타 어워즈         | 베스트 커플상 (with 정은지)                            | 수상 | 《응답하라1997》                 |
| 2012년 | 12월 14일 | 제4회 멜론 뮤직 어워드             | 뮤직 스타일상 OST부문                                  | 수상 | 《응답하라1997》                 |
| 2012년 | 12월 30일 | MBC 연기대상                       | 남자 신인연기상                                        | 후보 | 《아들 녀석들》                  |
| 2012년 | 12월 31일 | KBS 연기대상                       | 남자 신인연기상                                        | 후보 | 《사랑비》                       |
| 2013년 | 2월 13일  | 제2회 가온 차트 K-POP 어워드       | 올해의 가수상 음원부문 9월                             | 수상 | 《응답하라1997》                 |
| 2013년 | 4월 26일  | 제1회 미국 드라마피버 어워드       | 올해 최고의 키스신상                                   | 수상 | 《응답하라1997》                 |
| 2013년 | 4월 26일  | 제1회 미국 드라마피버 어워드       | 올해 최고의 이뤄질 수 없는 안타까운 커플상 (with 호야) | 수상 | 《응답하라1997》                 |
| 2013년 | 5월 9일   | 제49회 백상예술대상                | TV부문 남자 신인연기상                                 | 후보 | 《응답하라1997》                 |
| 2013년 | 12월 31일 | SBS 연기대상                       | 뉴스타상                                               | 수상 | 《주군의 태양》                  |
| 2014년 | 2월 12일  | 제3회 가온 차트 K-POP 어워드       | 올해의 가수상 음원 12월 부문                           | 수상 | “이별남녀”                       |
| 2014년 | 2월 27일  | 제28회 일본 골드디스크             | 베스트3뉴아티스트상                                    | 수상 | “Fly Away”                       |
| 2014년 | 10월 1일  | 제7회 코리아 드라마 어워즈         | 남자 우수연기상                                        | 후보 | 《고교처세왕》                   |
| 2014년 | 12월 31일 | KBS 연기대상                       | 중편드라마부문 남자 우수연기상                         | 후보 | 《왕의 얼굴》                    |
| 2014년 | 12월 31일 | KBS 연기대상                       | 남자 신인연기상                                        | 수상 | 《왕의 얼굴》                    |
| 2015년 | 10월 9일  | 제8회 코리아 드라마 어워즈         | 남자 우수연기상                                        | 후보 | 《너를 기억해》                  |
| 2015년 | 12월 31일 | KBS 연기대상                       | 미니시리즈부문 남자 우수연기상                         | 후보 | 《너를 기억해》                  |
| 2015년 | 12월 31일 | KBS 연기대상                       | 남자 네티즌상                                          | 후보 | 《너를 기억해》                  |
| 2015년 | 12월 31일 | KBS 연기대상                       | 베스트 커플상 (with 장나라)                            | 후보 | 《너를 기억해》                  |
| 2016년 | 10월 9일  | tvN10 Awards                       | made in tvN상 드라마 남자 부문                         | 수상 | 《응답하라 1997》                |
| 2016년 | 10월 9일  | tvN10 Awards                       | 베스트 키스상 (with 정은지)                            | 수상 | 《응답하라 1997》                |
| 2016년 | 11월 16일 | 제1회 아시아 아티스트 어워즈       | 베스트 스타상 드라마 부문                              | 후보 | 《쇼핑왕 루이》                  |
| 2016년 | 11월 21일 | 제11회 아시아 드라마 콘퍼런스      | 아시아 문화 교류 특별 표창                             | 수상 | 《38사기동대》, 《쇼핑왕 루이》  |
| 2016년 | 12월 30일 | MBC 연기대상                       | 대상                                                   | 후보 | 《쇼핑왕 루이》                  |
| 2016년 | 12월 30일 | MBC 연기대상                       | 미니시리즈부문 남자 우수연기상                         | 수상 | 《쇼핑왕 루이》                  |
| 2016년 | 12월 30일 | MBC 연기대상                       | 베스트 커플상 (with 남지현)                            | 후보 | 《쇼핑왕 루이》                  |
| 2019년 | 5월 31일  | 제14회 숨피 어워즈                 | 올해의 배우상 남자부문                                 | 후보 | 《하늘에서 내리는 일억 개의 별》 |
| 2019년 | 5월 31일  | 제14회 숨피 어워즈                 | 베스트 커플상 (with 정소민)                            | 후보 | 《하늘에서 내리는 일억 개의 별》 |
| 2022년 | 11월 25일 | 제43회 청룡영화상                  | 신인남우상                                             | 후보 | 《늑대사냥》                     |
| 2022년 | 12월 13일 | 제7회 아시아 아티스트 어워즈       | 배우부문 베스트 아티스트상                             | 수상 | 《미남당》                       |
| 2022년 | 12월 31일 | KBS 연기대상                       | 남자 최우수연기상                                      | 후보 | 《미남당》                       |
| 2022년 | 12월 31일 | KBS 연기대상                       | 미니시리즈부문 남자 우수연기상                         | 후보 | 《미남당》                       |
| 2022년 | 12월 31일 | KBS 연기대상                       | 남자 네티즌상                                          | 후보 | 《미남당》                       |
| 2022년 | 12월 31일 | KBS 연기대상                       | 베스트 커플상 (with 오연서)                            | 수상 | 《미남당》                       |
| 2023년 | 4월 28일  | 제59회 백상예술대상                | 영화부문 남자 신인연기상                               | 후보 | 《늑대사냥》                     |
| 2023년 | 6월 6일   | SSFF & ASIA 2023                   | 글로벌스포트라이트어워드                               | 수상 | 빈칸                             |

### 가요 프로그램 1위
| 연도            | 수상 내역 (총 2회)                                                                     |
| --------------- | -------------------------------------------------------------------------------------- |
| 2010년 (총 1회) | - 사랑해 U (총 1회) - 5월 20일 Mnet 《엠카운트다운》 1위                               |
| 2012년 (총 1회) | - All For You (with 정은지 Of 에이핑크) (총 1회) - 9월 19일 KM 《뮤직 트라이앵글》 1위 |